# Gomen ne, Summer
„Gomen ne, SUMMER” (jap. ごめんね、SUMMER) – trzeci singel japońskiego zespołu SKE48, wydany w Japonii 7 lipca 2010 roku przez Nippon Crown.
Singel został wydany w trzech edycjach: dwóch regularnych (Type A, Type B) oraz „teatralnej” (CD). Osiągnął 3 pozycję w rankingu Oricon i pozostał na liście przez 22 tygodnie, sprzedał się w nakładzie 96 049 egzemplarzy. Utwór tytułowy został wykorzystany w zakończeniu programu Unnan no Rough na kanjide. Singel zdobył status złotej płyty.

## Lista utworów
Wszystkie utwory zostały napisane przez Yasushiego Akimoto.

### Type A
| CD  |                                                                                            |                                                                                            |                                                                                            |      |
| Nr  | Tytuł                                                                                      | Kompozycja                                                                                 | Aranżacja                                                                                  | Czas |
| 1.  | „Gomen ne, SUMMER” (jap. ごめんね、SUMMER)                                                 | Shunryū                                                                                    | Nao Harada                                                                                 | 4:04 |
| 2.  | „Shōjo wa manatsu ni nani o suru?” (jap. 少女は真夏に何をする？)                           | Jupiter                                                                                    | Takeshi Masuda                                                                             | 4:28 |
| 3.  | „Pinocchio gun” (Theater Girls ver.) (jap. ピノキオ軍(シアターガールズver.))               | Kensuke Yoko                                                                               | Seiji Mutō                                                                                 | 2:45 |
| 4.  | „Gomen ne, SUMMER” (jap. ごめんね、SUMMER) (off vocal)                                     | Shunryū                                                                                    | Nao Harada                                                                                 | 4:04 |
| 5.  | „Shōjo wa manatsu ni nani o suru?” (jap. 少女は真夏に何をする？) (off vocal)               | Jupiter                                                                                    | Takeshi Masuda                                                                             | 4:28 |
| 6.  | „Pinocchio gun” (Theater Girls ver.) (jap. ピノキオ軍(シアターガールズver.)) (off vocal)   | Kensuke Yoko                                                                               | Seiji Mutō                                                                                 | 2:45 |
| DVD |                                                                                            |                                                                                            |                                                                                            |      |
| Nr  | Tytuł                                                                                      | Tytuł                                                                                      | Tytuł                                                                                      | Czas |
| 1.  | „Gomen ne, SUMMER” (jap. ごめんね、SUMMER) (Music Video)                                   | „Gomen ne, SUMMER” (jap. ごめんね、SUMMER) (Music Video)                                   | „Gomen ne, SUMMER” (jap. ごめんね、SUMMER) (Music Video)                                   |      |
| 2.  | „Shōjo wa manatsu ni nani o suru?” (jap. 少女は真夏に何をする？) (Music Video)             | „Shōjo wa manatsu ni nani o suru?” (jap. 少女は真夏に何をする？) (Music Video)             | „Shōjo wa manatsu ni nani o suru?” (jap. 少女は真夏に何をする？) (Music Video)             |      |
| 3.  | „Pinocchio gun” (Theater Girls ver.) (jap. ピノキオ軍(シアターガールズver.)) (Music Video) | „Pinocchio gun” (Theater Girls ver.) (jap. ピノキオ軍(シアターガールズver.)) (Music Video) | „Pinocchio gun” (Theater Girls ver.) (jap. ピノキオ軍(シアターガールズver.)) (Music Video) |      |

### Type B
| CD  |                                                                                            |                                                                                            |                                                                                            |      |
| Nr  | Tytuł                                                                                      | Kompozycja                                                                                 | Aranżacja                                                                                  | Czas |
| 1.  | „Gomen ne, SUMMER” (jap. ごめんね、SUMMER)                                                 | Shunryū                                                                                    | Nao Harada                                                                                 | 4:04 |
| 2.  | „Hazumisaki” (jap. 羽豆岬)                                                                 | Michihiko Ōta                                                                              | Nobuhiko Kashiwara                                                                         | 4:59 |
| 3.  | „Pinocchio gun” (Theater Girls ver.) (jap. ピノキオ軍(シアターガールズver.))               | Kensuke Yoko                                                                               | Seiji Mutō                                                                                 | 2:45 |
| 4.  | „Gomen ne, SUMMER” (jap. ごめんね、SUMMER) (off vocal)                                     | Shunryū                                                                                    | Nao Harada                                                                                 | 4:04 |
| 5.  | „Hazumisaki” (jap. 羽豆岬) (off vocal)                                                     | Michihiko Ōta                                                                              | Nobuhiko Kashiwara                                                                         | 4:59 |
| 6.  | „Pinocchio gun” (Theater Girls ver.) (jap. ピノキオ軍(シアターガールズver.)) (off vocal)   | Kensuke Yoko                                                                               | Seiji Mutō                                                                                 | 2:45 |
| DVD |                                                                                            |                                                                                            |                                                                                            |      |
| Nr  | Tytuł                                                                                      | Tytuł                                                                                      | Tytuł                                                                                      | Czas |
| 1.  | „Gomen ne, SUMMER” (jap. ごめんね、SUMMER) (Music Video)                                   | „Gomen ne, SUMMER” (jap. ごめんね、SUMMER) (Music Video)                                   | „Gomen ne, SUMMER” (jap. ごめんね、SUMMER) (Music Video)                                   |      |
| 2.  | „Hazumisaki” (jap. 羽豆岬) (Music Video)                                                   | „Hazumisaki” (jap. 羽豆岬) (Music Video)                                                   | „Hazumisaki” (jap. 羽豆岬) (Music Video)                                                   |      |
| 3.  | „Pinocchio gun” (Theater Girls ver.) (jap. ピノキオ軍(シアターガールズver.)) (Music Video) | „Pinocchio gun” (Theater Girls ver.) (jap. ピノキオ軍(シアターガールズver.)) (Music Video) | „Pinocchio gun” (Theater Girls ver.) (jap. ピノキオ軍(シアターガールズver.)) (Music Video) |      |

### Wer. teatralna
| CD |                                                                                          |               |                    |      |
| Nr | Tytuł                                                                                    | Kompozycja    | Aranżacja          | Czas |
| 1. | „Gomen ne, SUMMER” (jap. ごめんね、SUMMER)                                               | Shunryū       | Nao Harada         | 4:04 |
| 2. | „Shōjo wa manatsu ni nani o suru?” (jap. 少女は真夏に何をする？)                         | Jupiter       | Takeshi Masuda     | 4:28 |
| 3. | „Hazumisaki” (jap. 羽豆岬)                                                               | Michihiko Ōta | Nobuhiko Kashiwara | 4:59 |
| 4. | „Pinocchio gun” (Theater Girls ver.) (jap. ピノキオ軍(シアターガールズver.))             | Kensuke Yoko  | Seiji Mutō         | 2:45 |
| 5. | „Gomen ne, SUMMER” (jap. ごめんね、SUMMER) (off vocal)                                   | Shunryū       | Nao Harada         | 4:04 |
| 6. | „Shōjo wa manatsu ni nani o suru?” (jap. 少女は真夏に何をする？) (off vocal)             | Jupiter       | Takeshi Masuda     | 4:28 |
| 7. | „Hazumisaki” (jap. 羽豆岬) (off vocal)                                                   | Michihiko Ōta | Nobuhiko Kashiwara | 4:59 |
| 8. | „Pinocchio gun” (Theater Girls ver.) (jap. ピノキオ軍(シアターガールズver.)) (off vocal) | Kensuke Yoko  | Seiji Mutō         | 2:45 |

## Skład zespołu
| „Gomen ne, SUMMER” |
| --- |
| - Team S: Yuria Kizaki, Jurina Matsui (środek), Rena Matsui (środek), Kumi Yagami - Team KII: Akane Takayanagi, Manatsu Mukaida, Anna Ishida |

| „Shōjo wa manatsu ni nani o suru?” |
| --- |
| - Team S: Haruka Ono, Yukiko Kinoshita (środek), Mizuki Kuwabara (środek), Akari Suda, Shiori Takada - Team KII: Makiko Saitō, Tomoka Wakabayashi - Kenkyūsei: Erika Yamada |

| „Hazumisaki” |
| --- |
| - Team S: Masana Ōya, Yūka Nakanishi, Rikako Hirata, Kanako Hiramatsu (środek) - Team KII: Mikoto Uchiyama, Shiori Ogiso (środek), Air Furukawai, Rina Matsumoto |

| „Pinocchio gun” |
| --- |
| - Team S: Aki Deguchi - Team KII: Ririna Akaeda, Shiori Iguchi, Tomoko Katō, Momona Kitō, Seira Satō, Mieko Satō, Reika Yamada - Kenkyūsei: Riho Abiru, Kyōka Isohara, Mai Imade, Kasumi Ueno, Rumi Katō, Risako Gotō, Sawako Hata, Kaori Matsumura, Haruka Mano, Miki Yakata |

## Notowania
| Lista                       | Pozycja |
| --------------------------- | ------- |
| Oricon Weekly Singles Chart | 3       |
| Billboard Japan Hot 100     | 6       |